# Chalcosyrphus
Chalcosyrphus là một chi ruồi trong họ Syrphidae.

## Hình ảnh

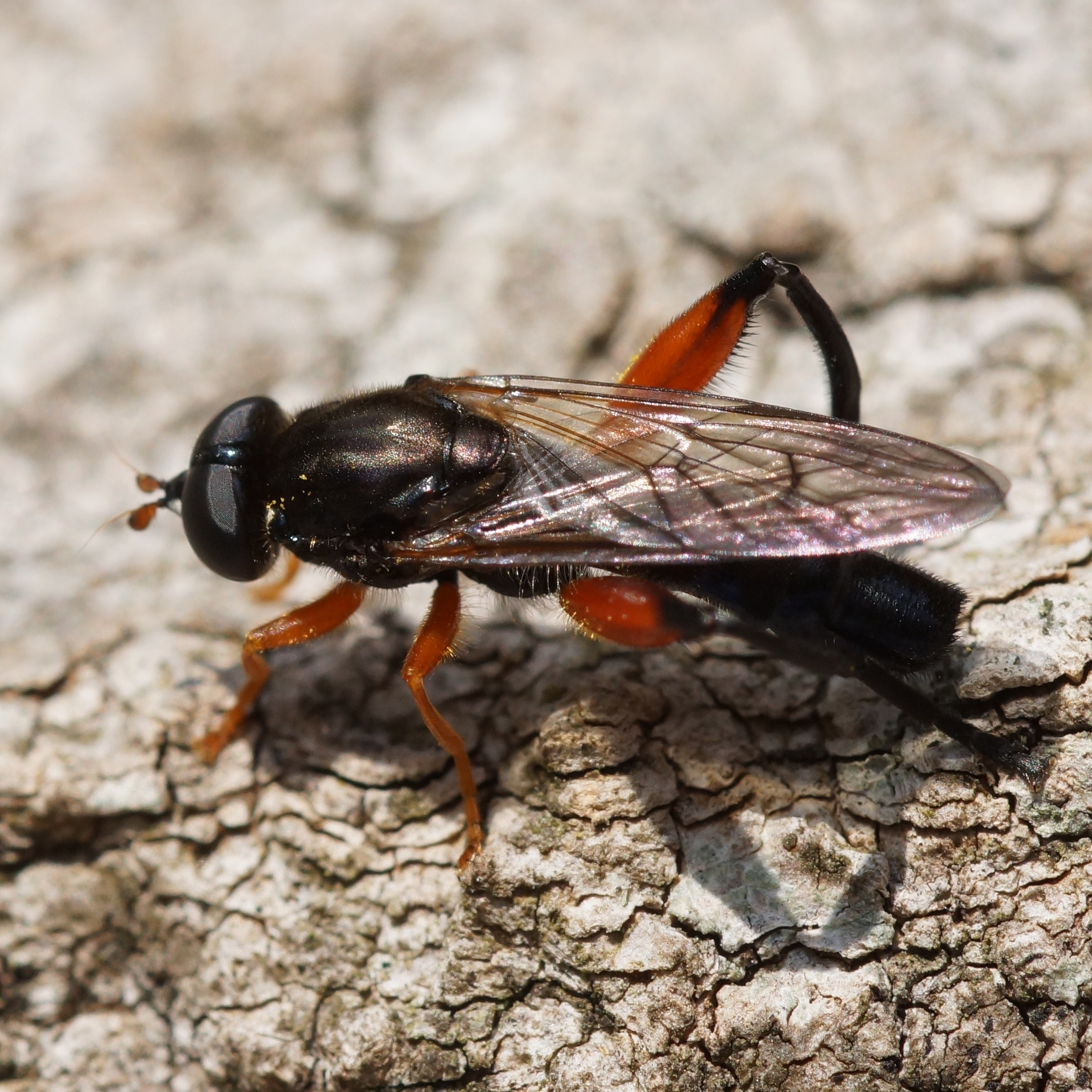